# Geografía de Somalia
Somalia es el país más oriental de África, y ocupa una superficie de 637 540 km². Se sitúa en la punta de una región conocida habitualmente como el Cuerno de África —debido a su parecido en el mapa con un cuerno de rinoceronte— de la que también forman parte Etiopía y Yibuti.
El territorio somalí está compuesto principalmente de llanuras, mesetas y tierras elevadas. En el norte, sin embargo, las montañas Karkaar Mountain se sitúan a distancia variable del Golfo de Adén. El tiempo es cálido durante todo el año con veranos inclementes, excepto en los territorios de mayor altitud del norte del país. A pesar de localizarse en el ecuador terrestre la lluvia en el país es rara, y la mayor parte de Somalia se encuentra en terreno árido semiárido, adecuado tan solo para el pastoreo nómada que practica más de la mitad de la población. Solo en unas áreas de lluvias moderadas, en el noroeste y suroeste, donde se encuentran los dos ríos importantes del país, se practica una agricultura de cierta importancia.
La geología local sugiere la presencia de valiosos yacimientos minerales. La larga costa de Somalia (3025 kilómetros) ha tenido importancia histórica, debido a que permitía el comercio del Oriente Próximo con el África Oriental y actualmente como camino de paso obligado hacia el canal de Suez.

## Relieve y vegetación
Somalia es fundamentalmente una llanura calcárea y de piedra arenisca. En el extremo norte, cerca del golfo de Adén, hay una estrecha llanura desértica costera llamada Guban, entre las ciudades de Zeila y Berbera, de unos 240 km de longitud, que oscila entre unos 50 km de anchura en el oeste y menos de 5 km en el este. Cubierta de matorrales y generalmente gris, está atravesada por amplios y bajos cursos de agua que son lechos de arena seca excepto en la época de las lluvias. Cuando esto sucede, las matas bajas y los grupos de matojos herbáceos renacen, y el guban es ocupada por los rebaños de ganado. Esta zona costera forma parte de la ecorregión pradera y matorral xerófilos de Etiopía.

Topografía de Somalia

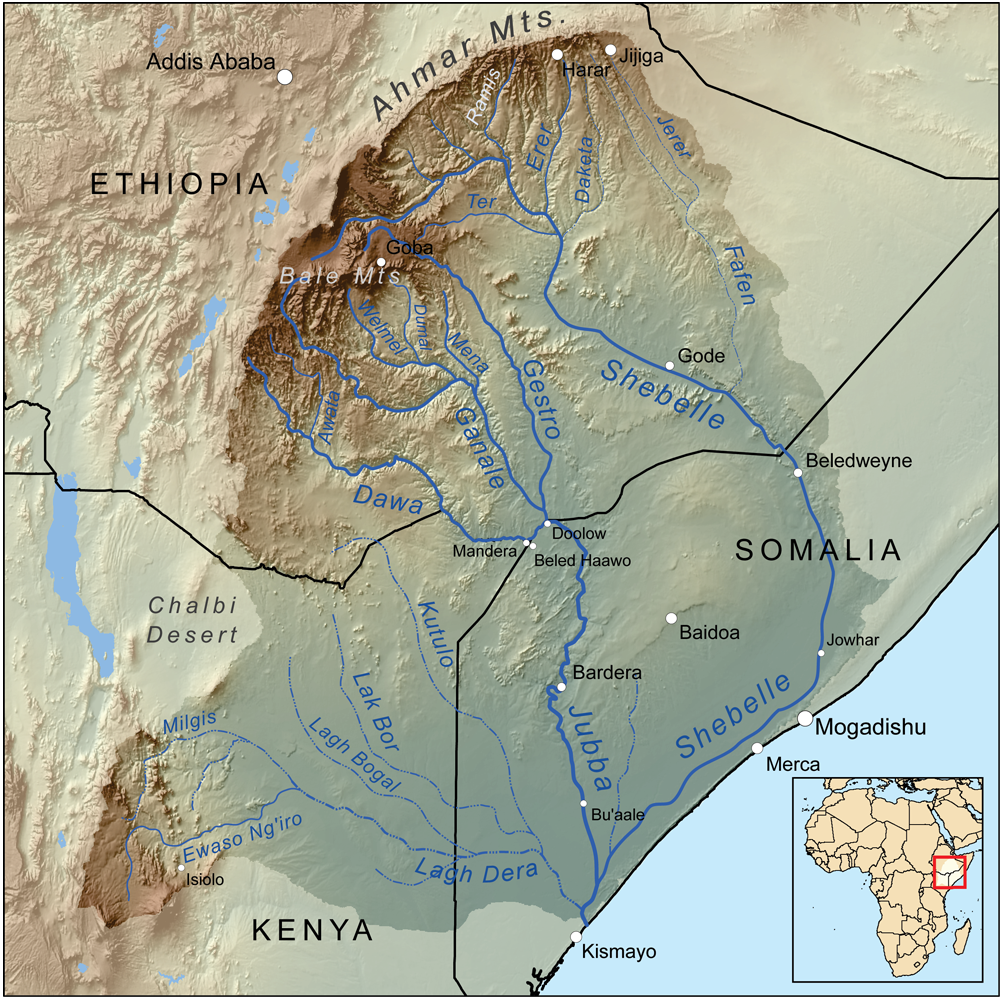
Ríos Shebelle y Juba en Etiopía y Somalia

Le sigue una escarpada cadena montañosa paralela a la costa, los acantilados de Karkaar, que se extienden desde la frontera de Etiopía hasta la punta del cuerno de África. La altitud media de la cresta es de 1800 m. Sus mayores elevaciones son el monte Surud Cad, de 2408 m, un viejo cono volcánico en una región diseccionada por estrechos valles, con bosques protegidos de Boswellia sacra (incienso) y Commiphora (mirra), enebros y cedros. y, cerca de la ciudad de Erigavo, el monte Shimbiris, de 2416 m, en la sierra de Cal Madow, donde destaca la catarata de Lamadaya. La mayor parte de esta región forma parte del autodeclarado estado de Somalilandia. También abunda el aloe. Por encima de 700–800 m de altitud, las nieblas y las lluvias adicionales procedentes del sudoeste sostienen un bosque aislado de bojes y enebros. La presencia de lavanda, almeces y algarrobos lo asocian con el bosque mediterráneo. Del millar de plantas existentes, unas doscientas son endémicas.
Al sur de esta cadena, las montañas descienden, a veces en escarpadas pendientes, a una elevada meseta que carece de ríos permanentes. Esta extensa región de tierras altas es conocida como meseta de Galgodon, y también como meseta de Ogo. Su parte oriental es el amplio valle de Nugaal, formado por una red fluvial intermitente y estacional que llega hasta el océano Índico en la localidad de Eyl, zona de pastores nómadas que dependen de las escasas lluvias e impropia para la agricultura por la salinización de la tierra. Al oeste de la meseta de Ogo, el terreno desciende y se encuentra el Haud, región de estrechos cauces secos pero también de manantiales permanentes y onduladas colinas cubiertas de matorrales espinosos y prados herbáceos propicios para la ganadería, repartida entre Etiopía y el este de Somalia (o sur de la autoproclamada Somalilandia).
Donde aumenta la lluvia, al oeste de las montañas, también lo hace la vegetación. Al norte de Hargeysa hay densos bosques y praderas, en algunos sitios cultivos extensivos de sorgo y maíz. Al sur de Hargeysa, en el Haud, el bosque dominante es semiárido con árboles espinosos, especialmente acacias, y herbáceas. La vegetación forma poco a poco un paisaje parecido a la piel de un tigre, conocido como sabana atigrada (tiger bush) La aridez se incrementa hacia el este y la vegetación desaparece.
Siguiendo la costa hacia el sur, se encuentra la llanura de Mudug, cuya parte norte está ocupada por el valle de Nugaal. Por debajo, se encuentra una amplia región dominada por los amplios valles de los ríos Juba y Shebelle.
El río Juba desemboca en Kismaayo. El río Shebelle, que se dirigía en línea recta hacia el océano, gira hacia el sudoeste cerca de Balcad y discurre paralelo a la costa durante 85 km. Pasa al norte de Mogadiscio y al sudoeste de la ciudad forma una zona pantanosa para luego desaparecer entre las arenas de la costa poco antes de alcanzar al río Jubba, en Jilib.
La región entre los ríos Jubba y Shebelle está relativamnete bien regada y es la zona mejor cultivable del país. Hay sabana, bosque abierto, sabana semiárida y matorral con herbazales que en las cercanías de Kenia acogen algunos bosques perennes.
Las grandes llanuras aluviales están separadas de la costa por un cinturón de viejas dunas que se extienden a lo largo de más de 1000 km, desde el sur de Kismaayo hasta el norte de Hobyo. La ecorregión se denomina pradera y matorral de Hobyo. Aquí hay algunos animales endémicos especiales como el dik dik de Placentini. Entre Kismaayo y la frontera de Kenia se encuentran algunos manglares, que también aparecen al sur de Mogadiscio.
Por el lado de las montañas, al otro lado de las llanuras aluviales y antes de llegar a Baidoa, hay una línea de afloramientos rocosos graníticos que forman inselbergs.
La región sur es conocida como costa de Benadir.

## Clima

Mapa de Köppen de los climas de Somalia. En rojo, desértico; en calabaza, semidesértico.

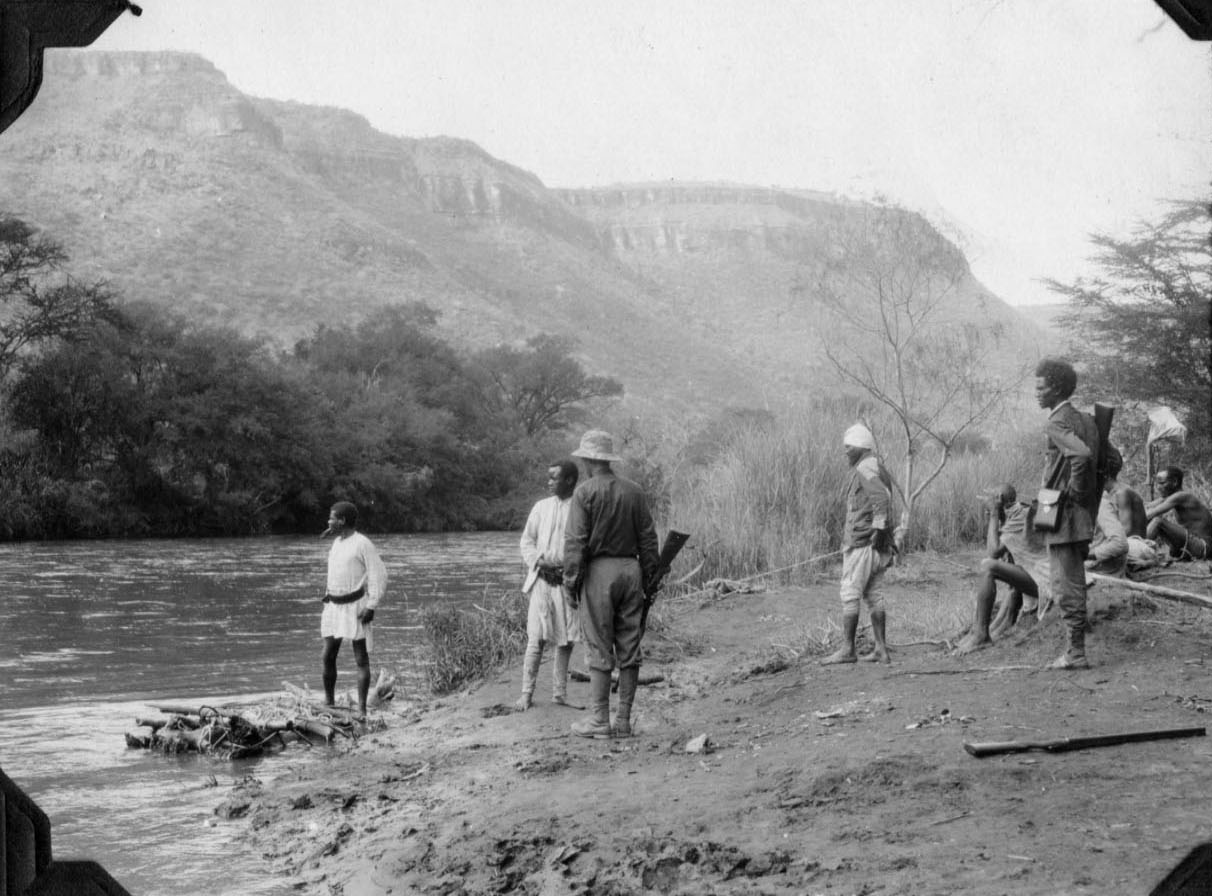
Río Shebelle en 1927

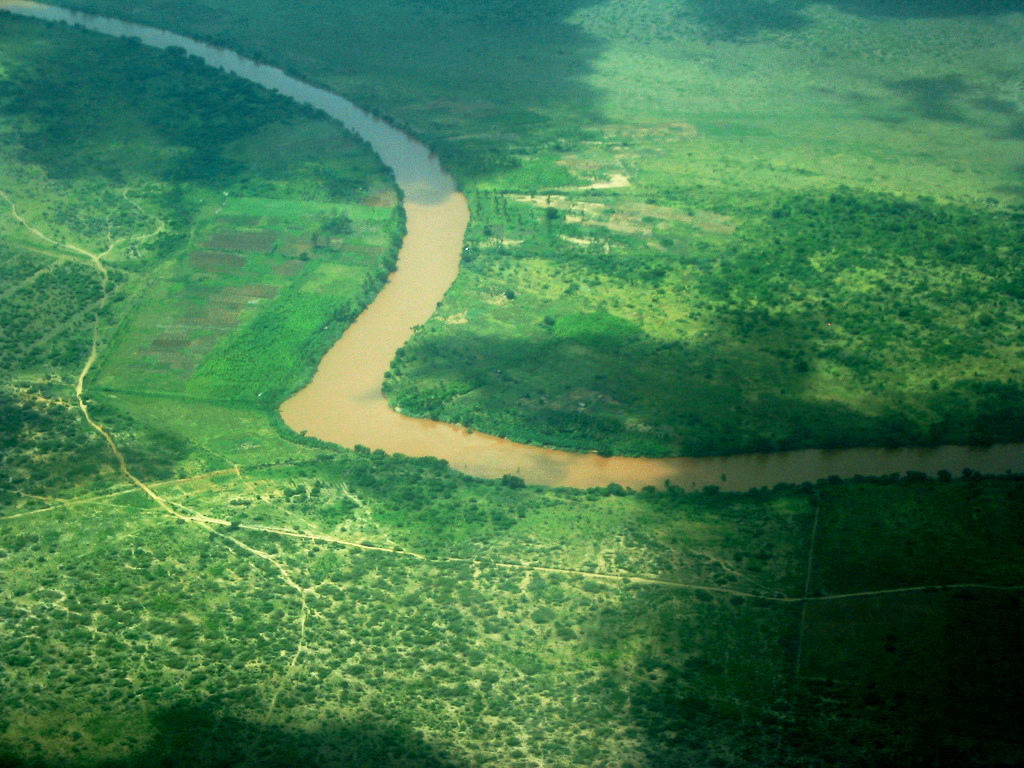
Río Jubba en Jamaame

Debido a la proximidad de Somalia al ecuador terrestre, no hay muchas variaciones estacionales en el clima. Sin embargo, a veces se producen lluvias impredecibles. El clima en el llamado Cuerno de África es tropical, cálido todo el año, y generalmente seco.
Las temperaturas medias diarias máximas oscilan entre los 30 °C y los 40 °C, excepto en las elevaciones más altas y a lo largo de la costa oriental, donde se hacen sentir los efectos de una corriente fría. En Mogadiscio, por ejemplo, la media por las tardes oscila entre los 28 °C y los 32 °C en abril. En el país, han sido registradas algunas de las temperaturas más altas del mundo. En Berbera, en la costa noroeste tiene medias máximas de más de 38 °C entre junio y septiembre. Las mínimas nacionales oscilan entre los 15 °C y los 30 °C. La mayor oscilación se da en el norte de Somalia, donde las temperaturas sobrepasan los 45 °C en julio en las llanuras del litoral y bajan del punto de congelación durante diciembre en las tierras altas. La humedad, en esta región, oscila entre el 45 % por el día y el 85 % por la noche, dependiendo de la estación.
El clima es árido en el nordeste y centro, y semiárido en el noroeste y el sur. Las precipitaciones propician el paisaje desértico o semidesértico, y en las áreas húmedas aparece la sabana. En las zonas más secas del norte no se superan los 50 mm, y en el nordeste, las lluvias no superan los 200 mm, mientras que en el noroeste, a los pies del macizo etíope y por la altitud, las lluvias alcanzan los 500 mm (en Hargeisa caen 413 mm en 44 días, con una sequedad casi total entre noviembre y febrero), igual que en el sudoeste (en Baidoa caen 572 mm en 47 días sobre todo entre abril y mayo y octubre y noviembre).
Las lluvias llegan en dos periodos en general, correspondientes al paso del sol por el cénit, entre marzo y mayo y entre octubre y diciembre, aunque hay excepciones, como hemos visto en la seca costa norte, y en la costa sur, donde el segundo periodo de lluvias es casi inexistente. Con todo, las lluvias son bastante irregulares, con tormentas cortas y chubascos que provocan, con el suelo seco,, súbitas inundaciones, sobre todo en el sur, en los valles de los ríos Juba y Shebelle, entre marzo y julio (la época lluviosa de Gu) e incluso en el norte cuando pasa un ciclón.
Durante el verano, el norte de Somalia es afectado por el monzón del sudoeste, caracterizado por vientos cálidos que producen lluvias en la península arábiga pero no en Somalia, ya que proceden del interior.
En la costa norte, frente al golfo de Adén, el clima es desértico, con inviernos cálidos y bochornosos y veranos muy cálidos, con temperaturas que alcanzan los 45 °C. El viento del desierto trae nubes de polvo. Las lluvias son raras y esporádicas. En Bosaso, las temperaturas oscilan entre los 32 °C de las medias mínimas en julio y los 41 °C de las medias máximas. En invierno bajan a los 20-29 °C. En las zonas montañosas del norte, hacia el oeste, en Hargeisa, a 1300 m de altitud, las temperaturas son mucho más suaves, entre 18-31 °C en verano y 12-24 °C en inviero, con mínimas que pueden llegar a los 5 °C. Las montañas Karkaar, que culminan en el Shimbiris (2450 m) poseen bosques a partir de 1200 m.
En la costa oriental, frente al océano Índico, las temperaturas son más estables. Las lluvias aumentan de los 100 mm en el norte, más cálido, a los 200 mm en el centro y los 400 mm en el sur. En Mogadiscio caen 430 litros en 47 días repartidos entre abril y agosto sobre todo, las temperaturas oscilan entre los 26-32 °C de abril y los 23-29 °C de septiembre, muy similares, pero con vientos del sudoeste húmedos en verano y periodos cálidos cuando sopla viento del interior.
En el sudoeste, en el interior, el invierno es cálido, con máximas en enero de 37 °C y en marzo de 39 °C, en ciudades como Bardera y Garbahare. En Baidoa, a 500 m de altitud, oscilan entre los 22-35 °C en marzo y los 20-30 °C en agosto.
A veces, aparece un ciclón tropical por el Cuerno de África, entre mayo y noviembre (sucedió en noviembre de 2013 con el ciclón 3A, que dejó más de cien muertos, y en noviembre de 2015 con los ciclones Chapala y Megh.
La temperatura del mar oscila entre los 20 y los 30 °C.

## Listado de poblaciones
Este es el listado de ciudades y poblaciones de Somalia.
| - ʿAlūla - Baidoa - Bandar Beyla - Beer - Beledwenye | - Berbera - Bosaso - Boorama - Bullaxaar - Burco | - Cadaadley - Ceek - Chisimayu - Dacarbudhug | - Davegoriale - Ġandala - Galcaio - Garoowe - Gebiley | - Hargeysa - Iskušuban - Kiridh - Mandheera - Merca | - Mogadiscio - Oodweyne - Saylac - Skiikh | - Togwajaale - Wadamago |

## Áreas protegidas de Somalia
En 2017, Somalia no formaba parte del proyecto para la conservación del Patrimonio de la Humanidad, ni de la Convención Ramsar para la protección de humedales ni del proyecto MAB de la Unesco sobre el Hombre y la Biosfera basado en la Red Mundial de Reservas de la biosfera. No obstante, en la segunda década de 1980 se inició un programa de creación de parques nacionales que se detuvo con la guerra civil en 1991. Fue retomado de nuevo por el presidente Hassan Sheikh Mohamud, que creó el primer parque nacional; dejó el cargo en 2017.
En 2024, según la IUCN, había 21 áreas protegidas en Somalia, la extensión de las cuales sigue son estar claramente determinada. Con todo, hay 12 parques nacionales y 9 reservas naturales.

#### Parques nacionales
- Parque nacional del lago Badana (también conocido como Bushbushle National Park), 3340 km², al sur del país a lo largo de la costa, primer parque nacional de Somalia en los años 1980, adyacente a la Reserva nacional de Boni, en Kenia, frente a la pequeña ciudad de Ras kambini. Arrecifes de coral en la costa, en tierra cactáceas y suculentas, de las que 20 son endémicas.[15]

- Parque nacional del monte Daallo (Buuraha Daalo) o bosque de Daalo, 250 km², en el norte, región de Sanaag en Somalilandia, en la base del monte Shimbiris, al norte de la sierra de Cal Madow. Es una prolongación de las montañas Ogo,[16] La reserva se extiende desde la costa formando un escarpe que asciende hasta las tierras altas. En la cima, caen 650 mm.[17] El bosque de Daalo, en los acantilados, es el reino de la Boswellia frereana, también conocida como reina del olíbano o del francoincienso por su fuerte contenido aromático.[18] Otros árboles son Juniperus procera, Buxus hildebrandtii, Olea chrysophylla, Sideroxylon buxifolium[19] y Dracaena ombet. Hay numerosas aves, como el francolín del Orange, damanes, etc. Los locales dicen haber visto hienas y leopardos.[20]

- Parque nacional de Arbawerow
- Parque nacional de Baraako madow
- Parque nacional de Buloburto
- Parque nacional de Ga'an Libah. Es una cordillera y sitio arqueológico situado en la región de Maroodi Jeex, al oeste de Somalia, cerca de los montes Golis. En sus vertientes nace el río estacional Togdheer, que fluye a través de la ciudad de Burao en el valle de Nugaal. No lejos de Laas Geel y a 100 km al este de Hargeisa. Se halla al oeste de las montañas septentrionales de Somalia, que se extienden paralelas a la costa del cuerno de África. La vegetación incluye matorral perenne y semicaduco. y grupos de matorrales en las zonas bajas, dominadas por Buxus hildebrandtii, con una extensión de 200 km². Los matorrales de enebro, en las zonas altas, cubren unos 300 km2. Entre los mamíferos, hay babuinos, saltarrocas, beiras y gacelas dorca. También hay numerosas cuevas decoradas con arte rupestre.[21]

- Parque nacional de Hobyo. Es un desierto de 26.200 km2 que incluye un cinturón de dunas de 10 a 15 km de anchura hacia el interior, a lo largo de 800 km de la costa del océano Índico. Las dunas están formadas de arena blanca y anaranjada que alcanzan 60 m de altura. Son geológicamente recientes sobre una base de rocas precámbricas, con algunos afloramientos de caliza entre las dunas. En el interior hay sabana seca y matorral semidesértico. Clima seco, muy cerca del ecuador, entre 2o y 5o de latitud norte, con unos 200 mm de lluvia entre abril y junio, cuando la zona de convergencia intertropical se desplaza hacia el norte. La población es dispersa, con su mayor núcleo en Mogadiscio, al sur. Entre la fauna, el dicdic de Piacentini y el Chlorotalpa tytonis son endémicos. Es hogar de varios tipos de antílopes endémicos del Cuerno de África, la gacela de Clark, la gacela de Soemmerring, el dicdic de Salt y la gacela de Speke. Hay dos especies de aves endémicas de la región, la alondra de Ash y la alondra de Obbia.[22]

- Parque nacional de las'anod

- Parque nacional de Ras Hafun. 2571 km2. También conocido como cabo Hafun (Somalí: Ras Xaafuun, Arabic: رأس حافون, Italian: Capo Hafun), es un promontorio en el nordeste de la región de Bari, en el estado de Puntlandia, en Somalia. Es el punto más oriental de África. Costa rocosa, playas y manglares respaldados tierra adentro por tierras bajas llanas de sabana árida con matorrales. Está unido al pueblo de Foar por un tómbolo de 20 km. El pueblo pesquero de Hafun está en el promontorio, a 2 km al este del tómbolo. Por latitud está limitado al norte por el canal de Guardafui y al sur por el mar de Somalia.[23]
- Parque nacional de Shoonto
- Parque nacional de Taleh-El Chebet
- Parque nacional de Zayla

- Parque nacional Jilib, en el centro, en la costa. Zona de conflicto.[24] No aparece en el listado de la IUCN con este nombre.

- Parque nacional Kismayo (también Haabar Waalid) en el sur, en Sanaag, conocido por los enfrentamientos entre la guerrilla y el ejército; a 20 km del pueblo de Kismayo; leones, cebras, etc.[25] No aparece en el listado de la IUCN con este nombre.

- Parque nacional Hargeisa, en el norte, cerca de la ciudad de Hargeisa y de las cuevas de Laas Geel. [26]

#### Reservas naturales
- Reserva natural del lago Badana

## Etnias de Somalia

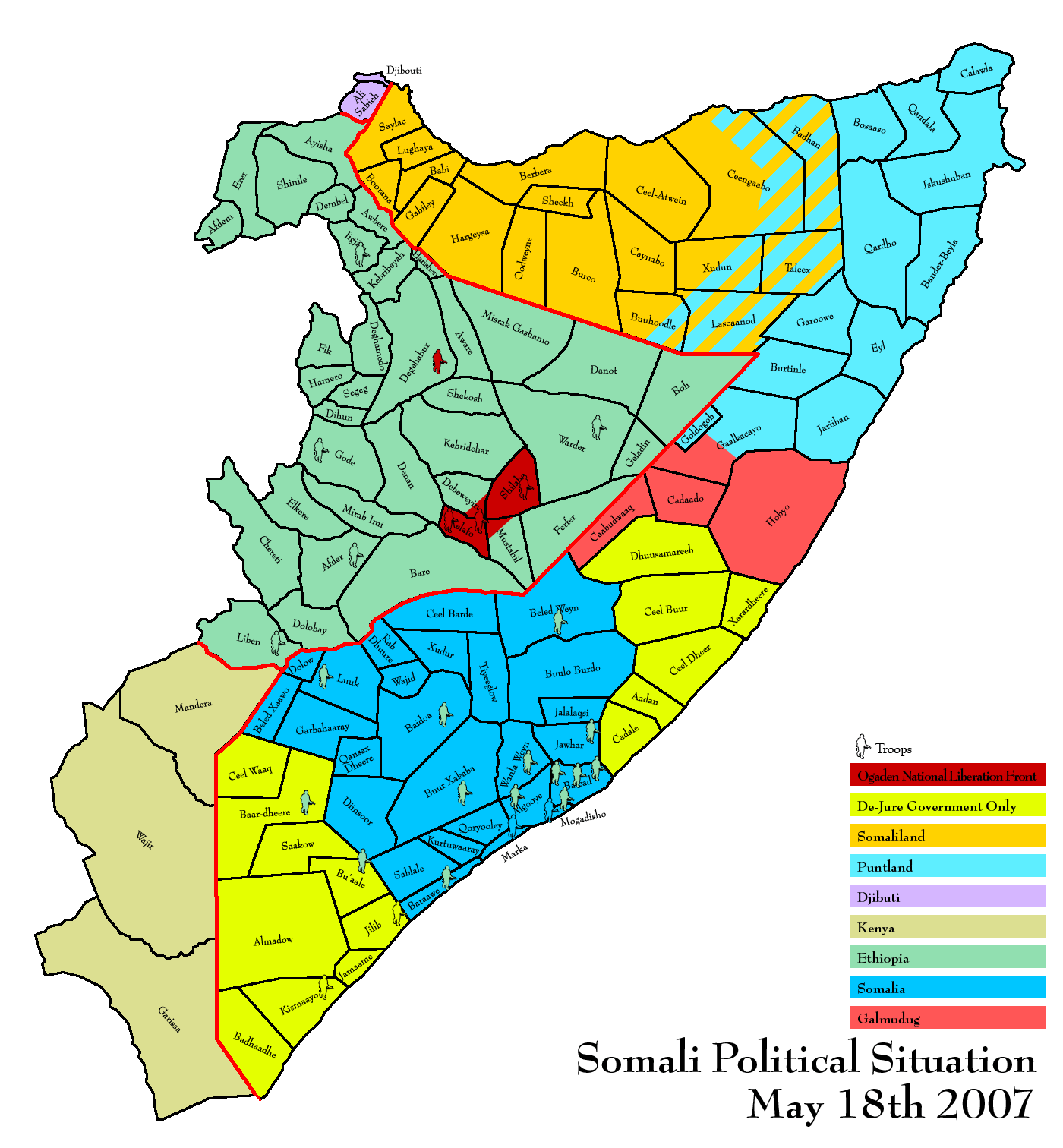
Territorios habitados por los somalíes en el cuerno de África.

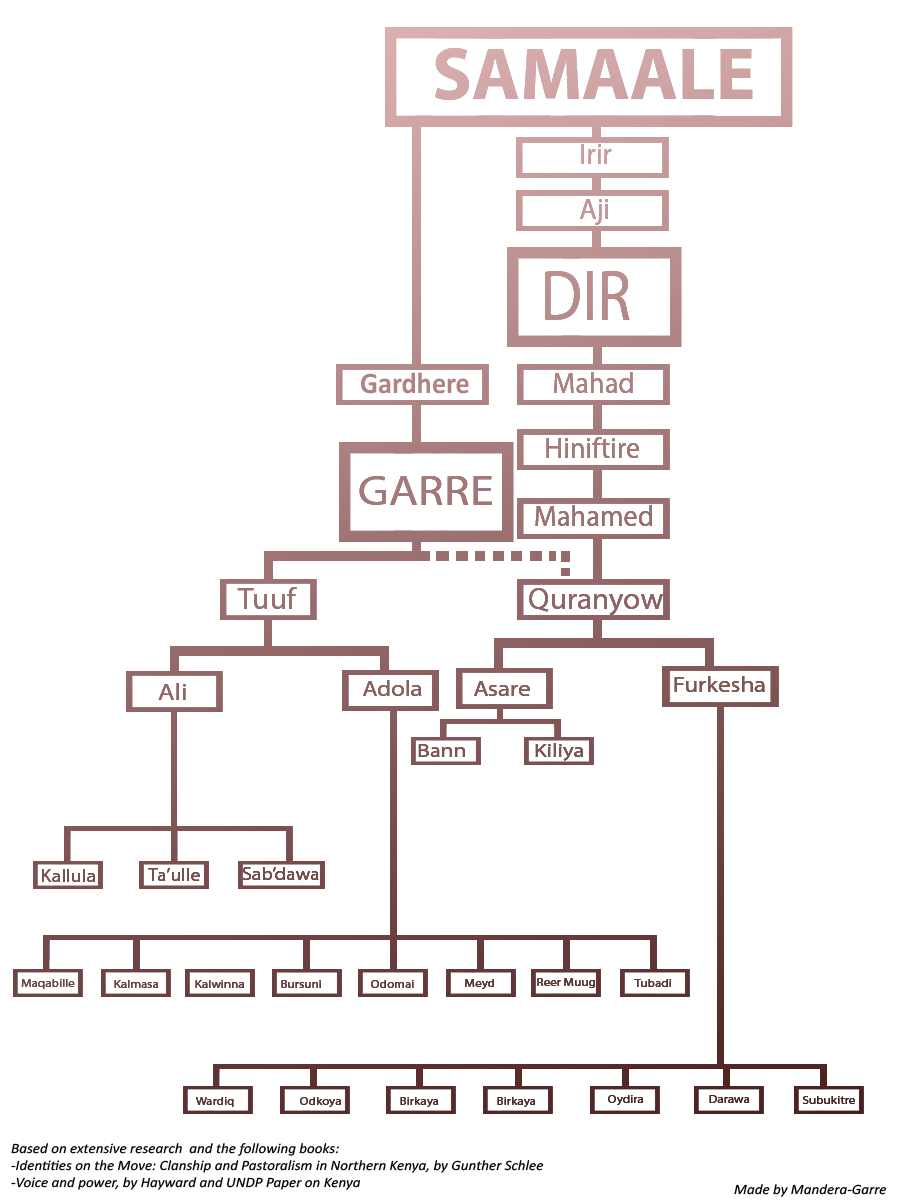
Esta ramificación de clanes a partir de los samalíes y los garre da una idea de la complejidad de las subdivisiones en el mundo de los clanes somalíes.

El 85 % de los habitantes de Somalia pertenecen a la etnia somalí, que se extiende también por Yibuti, Etiopía, Yemen y Kenia. Los somalíes son de 15 a 17 millones, aparecen en la misma región hace miles de años, hablan el idioma somalí, viven en pueblos pequeños y son musulmanes suníes. Están divididos en clanes, a los que sus miembros sienten más pertenencia que a la etnia. La historia de Somalia está definida por las relaciones de estos clanes, aunque muchos están dirigidos por señores de la guerra que se han enfrentado con frecuencia. En el año 2999, una serie de señores de la guerra se alió para formar un partido llamado Transitional National Government, Gobierno Nacional de Transición, aunque muchos quedaron fuera, y los enfrentamientos se producen también con las demás tribus. Los clanes más importantes se distinguen también por considerarse clanes nobles y por su estilo de vida nómada, en contraste con los grupos sab, sedentarios, que son las castas de pastores, agricultores y artesanos.
Las demás etnias se conocen como no-somalíes, además de la notable presencia pakistaní, india y etíope en el país. Unos cuantos clanes que no están asociados a los grandes están asociados con ellos.

#### Grupos étnicos
- Somalí. Unos 14 millones. Los cinco clanes, familias o tribus principales son: darod, dir, hawiye, isaaq y rahanweyn. Los miembros de estos grandes clanes, sus subclanes y las posteriores divisiones se conocen como samaale, palabra que hace referencia a su economía pastoral; dir y hawiye son los mayores. Los demás clanes se conocen como sab. Cada uno de los grandes clanes se divide en subclanes o clanes principales, y estos a su vez en numerosos subgrupos. Los rahanweyn, que viven en villas que forman racimos en las fértiles regiones del río Shebelle, son 2,7 millones; los garre, un subclan de los darod que viven siguiendo a sus rebaños en las migraciones estacionales y se encuentra sobre todo en Kenia, son 109.000.[30]

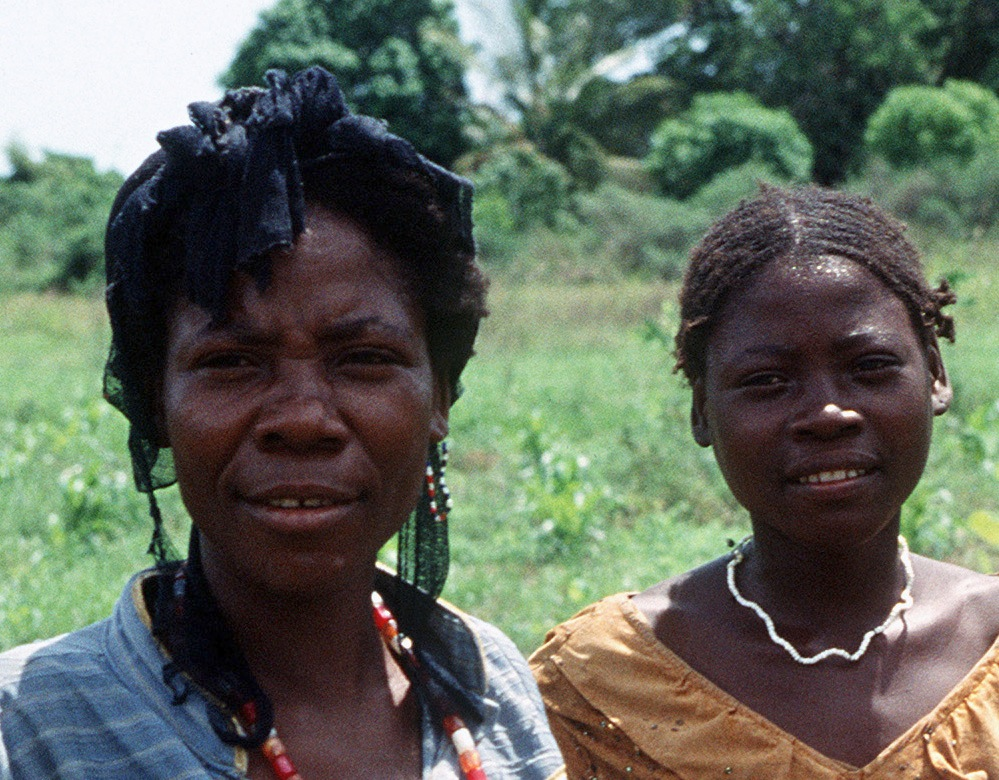
Agricultora Bantú en Kismaayo (Sur de Somalia, 1993)

- Bantú. También llamados jareer, gosha o mushunguli. Los bantúes forman la mayor parte del resto de habitantes de Somalia, el 7 % de la población, 1 millón. Los bantúes poseen más de 400 grupos étnicos en la zona central de África. Se encuentran en más de 10 países. Los somalíes forman el grupo bantú somalí, que acabaron en Somalia en el marco del comercio árabe de esclavos. Viven en torno a los ríos Juba y Shebelle.
- Benadiri o reer xamar, son una confederación multirracial de pueblos descendientes de los comerciantes de los comerciantes árabes establecidos en la zona en el siglo X y que se unieron a las tribus locales. Viven en los distritos Shangani y Hamarweyne, en Mogadiscio y Merca.
- Bajuni. Es un pueblo pequeño, de unos 10 000 miembros que vive en la costa sur de Somalia. Hablan el idioma suajili. Son pescadores. En total, hablan el suajili unas 240 000 personas en Somalia, con numerosos dialectos, si se añaden los brawan o barawani.[31]
- Árabes omaníes. Unos 86.000 procedentes de emigraciones de Omán en el siglo XIX. Pertenecen a una secta suní llamada Ibadaya.
- Árabes yemeníes. Unos 21.000 procedentes de Yemen, donde hay unas 1700 tribus o clanes.